# Cernoy-en-Berry
Cernoy-en-Berry és un municipi francès, situat al departament del Loiret i a la regió de Centre – Vall del Loira. L'any 2007 tenia 464 habitants.

## Demografia

### Població
El 2007 la població de fet de Cernoy-en-Berry era de 464 persones. Hi havia 196 famílies, de les quals 52 eren unipersonals (20 homes vivint sols i 32 dones vivint soles), 84 parelles sense fills i 60 parelles amb fills.
La població ha evolucionat segons el següent gràfic:
Habitants censats

### Habitatges
El 2007 hi havia 286 habitatges, 206 eren l'habitatge principal de la família, 55 eren segones residències i 25 estaven desocupats. 283 eren cases i 3 eren apartaments. Dels 206 habitatges principals, 156 estaven ocupats pels seus propietaris, 42 estaven llogats i ocupats pels llogaters i 8 estaven cedits a títol gratuït; 2 tenien una cambra, 9 en tenien dues, 40 en tenien tres, 58 en tenien quatre i 96 en tenien cinc o més. 181 habitatges disposaven pel capbaix d'una plaça de pàrquing. A 108 habitatges hi havia un automòbil i a 81 n'hi havia dos o més.

### Piràmide de població
La piràmide de població per edats i sexe el 2009 era:
| Homes | Edats   | Dones |
| ----- | ------- | ----- |
| 0     | 95 o +  | 0     |
| 4     | 90 a 94 | 0     |
| 4     | 85 a 89 | 24    |
| 8     | 80 a 84 | 4     |
| 8     | 75 a 79 | 12    |
| 8     | 70 a 74 | 8     |
| 8     | 65 a 69 | 12    |
| 20    | 60 a 64 | 8     |
| 32    | 55 a 59 | 16    |
| 12    | 50 a 54 | 32    |
| 4     | 45 a 49 | 24    |
| 16    | 40 a 44 | 12    |
| 8     | 35 a 39 | 12    |
| 8     | 30 a 34 | 4     |
| 8     | 25 a 29 | 8     |
| 24    | 20 a 24 | 8     |
| 16    | 15 a 19 | 12    |
| 4     | 10 a 14 | 16    |
| 16    | 5 a 9   | 4     |
| 8     | 0 a 4   | 4     |

## Economia
El 2007 la població en edat de treballar era de 276 persones, 201 eren actives i 75 eren inactives. De les 201 persones actives 181 estaven ocupades (97 homes i 84 dones) i 20 estaven aturades (9 homes i 11 dones). De les 75 persones inactives 41 estaven jubilades, 16 estaven estudiant i 18 estaven classificades com a «altres inactius».

### Ingressos
El 2009 a Cernoy-en-Berry hi havia 196 unitats fiscals que integraven 455 persones, la mediana anual d'ingressos fiscals per persona era de 17.211 €.

### Activitats econòmiques
Dels 14 establiments que hi havia el 2007, 1 era d'una empresa extractiva, 1 d'una empresa de fabricació d'altres productes industrials, 3 d'empreses de construcció, 2 d'empreses de comerç i reparació d'automòbils, 1 d'una empresa de transport, 2 d'empreses d'hostatgeria i restauració, 2 d'empreses financeres i 2 d'empreses classificades com a «altres activitats de serveis».
Dels 5 establiments de servei als particulars que hi havia el 2009, 1 era un paleta, 1 guixaire pintor, 1 fusteria, 1 lampisteria i 1 restaurant.
L'únic establiment comercial que hi havia el 2009 era una adrogueria.
L'any 2000 a Cernoy-en-Berry hi havia 22 explotacions agrícoles que ocupaven un total de 1.615 hectàrees.

## Equipaments sanitaris i escolars
El 2009 hi havia una escola maternal integrada dins d'un grup escolar amb les comunes properes formant una escola dispersa.

## Poblacions més properes
El següent diagrama mostra les poblacions més properes.